# Kedungjambal
Kedungjambal is een bestuurslaag in het regentschap Sukoharjo van de provincie Midden-Java, Indonesië. Kedungjambal telt 3949 inwoners (volkstelling 2010).